# Alex Ambrose
Alex Ambrose (født 31. maj 1978) er en dansk sanger og sangskriver. Som solist er han kendt under sit fornavn, Alex.

## Biografi
Alex Ambrose er opvokset i Brøndbyøster, og hans søster er sangerinden Ida Ambrose. Han arbejdede som pædagogmedhjælper, da det lykkedes ham at blive deltager i talentkonkurrencen Popstars på TV 2 i 2002. Han forlod dog konkurrencen i utide, blandt andet fordi han ikke ønskede at gå i samme musikalske retning som det forventedes af vinderen.
I sommeren 2005 udgav han sammen med gruppen J.A.Z. (bestående af Alex selv samt Marc Johnson og Zindy Laursen) singlen "Ingen gør som vi gør", efterfulgt af gruppens landsdækkende turne.
Med udgivelsen af albummet Ta' det tilbage i 2006 skiftede Alex fra at synge på engelsk til at synge på dansk.
I 2008 udkom han sangen "Din Dag" på det uafhængige pladeselskab 13Beats.
Han udgav i 2019 EP'en Livet på seks numre. Ifølge Alex omhandlede EP'en om "[...] mit liv. Helt almindelige ting som kone og børn".

## Diskografi

### Albums
- Thirteen (2003)
- Ta' det tilbage (2006)
- Livet (2019)

### Singler
- "Them girls" (2003) – fra albummet Thirteen
- "Hola" (2003) – fra albummet Thirteen
- "So Beautiful" (2003) – fra albummet Thirteen
- "Ingen gør som vi gør" (med J.A.Z.) (2005)
- "Paradise" (2005) – temasang fra Paradise Hotel
- "Os to" (2005) – fra albummet Ta' det tilbage
- "Lever for dig" (feat. Wendy Wonder & Ras Money) (2006) – fra albummet Ta' det tilbage
- "Ta' det tilbage" (2006) – fra albummet Ta' det tilbage
- "Jeg ser dig" (feat. Johnson) (2006) – fra albummet Ta' det tilbage
- "Hvad nu hvis" (feat. Nik & Jay) (2007) – støttesingle for Unicef
- "Din dag" (feat. Søvnig) (2008)
- "Pakke Dig Ud" (2009)
- "Uden Dig" (2012)
- "Jeg Kommer Hjem" (2012)
- “Når regnen falder” (2019) - fra EP’en Livet

### Gæsteoptræden
- Årgang 79 – Niarn (2004)
- Mit første album – Gettic (2005)
- Gigolo Jesus – Jokeren (2005)
- Min tid – Mortito (2005)
- Release – Natasja (2005)
- Forklædt som voksen – Troo.L.S. & Orgi-E (2005)
- Ingen som os – UFO Yepha (2006)
- Det passer – Johnson (2006)
- Første kapitel – NEMO (2007)
- Let It Glow (feat. Alex) – Christian Amby (2012)
- Voice Junior 2015: Hvad nu Hvis (Alex Ambrose var backstage under optraden)